# Segunda División Peruana 1966
La Segunda División Peruana 1966, la 24ª edición del torneo, fue jugada por diez equipos. 
El ganador del torneo, Porvenir Miraflores, logró el ascenso al Campeonato Descentralizado 1967 mientras que Atlético Lusitania perdió la categoría al haber ocupado el último lugar.

## Ascensos y descensos
| Posición | Ascendido a Primera División 1966 |
| -------- | --------------------------------- |
| 1º       | Mariscal Sucre                    |

| Posición | Descendido de Primera División 1965 |
| -------- | ----------------------------------- |
| 10º      | Ciclista Lima                       |

| Posición | Ascendido de Liguilla de Ascenso 1965 |
| -------- | ------------------------------------- |
| 1º       | Racing San Isidro                     |

| Posición | Descendido a Liga del Callao 1966 |
| -------- | --------------------------------- |
| 10º      | Atlético Chalaco                  |

## Equipos participantes
| Club                        | Ciudad     | Entrenador        |
| --------------------------- | ---------- | ----------------- |
| Atlético Deportivo Olímpico | Callao     |                   |
| Atlético Lusitania          | Lima       |                   |
| Atlético Sicaya             | Callao     |                   |
| Ciclista Lima               | Lima       | Arturo Fernández  |
| Íntimos de la Legua         | Callao     |                   |
| Juventud Gloria             | Lima       | Juan Ulloa        |
| KDT Nacional                | Callao     | Lorenzo Pacheco   |
| Porvenir Miraflores         | Miraflores | Alejandro Heredia |
| Racing San Isidro           | Lima       |                   |
| Unión América               | Lima       |                   |

## Tabla de posiciones
| #  | Club                        | PJ | PG | PE | PP | PTS |
| -- | --------------------------- | -- | -- | -- | -- | --- |
| 1  | Porvenir Miraflores         | 18 | 12 | 2  | 4  | 26  |
| 2  | Racing San Isidro           | 18 | 8  | 4  | 6  | 20  |
| 3  | Íntimos de la Legua         | 18 | 8  | 3  | 7  | 19  |
| 4  | Atlético Deportivo Olímpico | 18 | 7  | 4  | 7  | 18  |
| 5  | Unión América               | 18 | 7  | 4  | 7  | 18  |
| 6  | Ciclista Lima               | 18 | 7  | 3  | 8  | 17  |
| 7  | KDT Nacional                | 18 | 7  | 2  | 9  | 16  |
| 8  | Atlético Sicaya             | 18 | 6  | 4  | 8  | 16  |
| 9  | Juventud Gloria             | 18 | 6  | 3  | 9  | 15  |
| 10 | Atlético Lusitania          | 18 | 6  | 3  | 9  | 15  |

|  | Campeón y ascendido al Campeonato Descentralizado 1967 |
|  | Descendido a la Liga de Lima 1967                      |

### Desempate por el descenso
| 30 de octubre de 1966 | Juventud Gloria | 4-2 | Atlético Lusitania | Estadio San Martín de Porres, Lima |  |

| 6 de noviembre de 1966 | Atlético Lusitania | 0-4 | Juventud Gloria | Estadio Nacional, Lima |  |

| Predecesor: 1965 | Segunda División del Perú 1966 | Sucesor: 1967 |

- Datos: Q95945504